# Tunduru
Tunduru es un valiato de Tanzania perteneciente a la región de Ruvuma.
En 2012, el valiato tenía una población de 298 279 habitantes. Su capital es la localidad homónima, dividida en dos katas: Mlingoti Magharibi y Mlingoti Mashariki, que abarcan entre ambas un total de 10 480 habitantes. La mayoría de los habitantes de la zona son étnicamente yaos.
El valiato se ubica en el este de la región, limitando al norte y noreste con la región de Lindi y al este con la región de Mtwara. Al sur, el valiato es fronterizo con Mozambique, marcando la frontera el río Rovuma. La localidad se ubica sobre la carretera A19, a medio camino entre Songea y Masasi.

## Subdivisiones
Comprende 35 katas:
- Jakika
- Kalulu
- Kidodoma
- Ligoma
- Ligunga
- Lukumbule
- Majengo
- Marumba
- Masonya
- Matemanga
- Mbati
- Mbesa
- Mchangani
- Mchesi
- Mchoteka
- Mchuluka
- Mindu
- Misechela
- Mlingoti Magharibi
- Mlingoti Mashariki
- Mtina
- Muhuwesi
- Nakapanya
- Nakayaya
- Nalasi Magharibi
- Nalasi Mashariki
- Namasakata
- Namiungo
- Nampungu
- Namwinyu
- Nandembo
- Nanjoka
- Ngapa
- Sisikwasisi
- Tuwemacho